# Nadzeja Astrowskaja
| Posities op de WTA-ranglijst Positie per einde seizoen: \| jaar \| rang enkelspel \| rang dubbelspel \| \| ---- \| -------------- \| --------------- \| \| 1995 \| 992 \| – \| \| 1996 \| 567 \| 549 \| \| 1997 \| 422 \| 255 \| \| 1998 \| 279 \| 279 \| \| 1999 \| 187 \| 144 \| \| 2000 \| 103 \| 109 \| \| 2001 \| 186 \| 123 \| \| 2002 \| 177 \| 144 \| \| 2003 \| 202 \| 164 \| \| 2004 \| 289 \| 173 \| \| 2005 \| 350 \| 160 \| |                |                 |
| jaar | rang enkelspel | rang dubbelspel |
| 1995 | 992            | –               |
| 1996 | 567            | 549             |
| 1997 | 422            | 255             |
| 1998 | 279            | 279             |
| 1999 | 187            | 144             |
| 2000 | 103            | 109             |
| 2001 | 186            | 123             |
| 2002 | 177            | 144             |
| 2003 | 202            | 164             |
| 2004 | 289            | 173             |
| 2005 | 350            | 160             |

Nadzeja Astrowskaja (Wit-Russisch: Надзея Астроўская; Engels: Nadejda Ostrovskaya) (Minsk, 29 oktober 1980) is een voormalig tennisspeelster uit Wit-Rusland. Astrowskaja begon met tennis toen zij zeven jaar oud was. Haar favoriete ondergrond is gravel. Zij speelt rechtshandig en heeft een tweehandige backhand. Zij was actief in het proftennis van oktober 1995 tot en met 2005.

## Loopbaan

### Enkelspel
Astrowskaja debuteerde in 1995 op het ITF-toernooi van Šiauliai (Litouwen). Zij stond in 1996 voor het eerst in een finale, op het ITF-toernooi van haar geboortestad Minsk (Wit-Rusland) – hier veroverde zij haar eerste titel, door de Russin Ljoedmila Skavronskaja te verslaan. In totaal won zij tien ITF-titels, de laatste in 2002 in Batoemi (Georgië).
In 2000 kwalificeerde Astrowskaja zich voor het eerst voor een WTA-hoofdtoernooi, op het toernooi van Bol – door de Nederlandse Kristie Boogert te verslaan, bereikte zij er de tweede ronde. Later dat jaar bereikte zij op het WTA-toernooi van Pattaya de halve finale, haar beste resultaat op de WTA-toernooien.
Haar hoogste notering op de WTA-ranglijst is de 96e plaats, die zij bereikte in januari 2001.

### Dubbelspel
Astrowskaja behaalde in het dubbelspel betere resultaten dan in het enkelspel. Zij debuteerde in 1995 op het ITF-toernooi van Boekarest (Roemenië), samen met landgenote Anna Kazakevitsj. Zij stond in 1996 voor het eerst in een finale, op het ITF-toernooi van Minsk (Wit-Rusland), samen met landgenote Vera Zhukovets – hier veroverde zij haar eerste titel, door het duo Natalia Nareiko en Dasha Ovsiannikova te verslaan. In totaal won zij negentien ITF-titels, de laatste in 2005 in Opole (Polen), samen met de Tsjechische Timea Bacsinszky.
In 1999 speelde Astrowskaja voor het eerst op een WTA-hoofdtoernooi, op het toernooi van Moskou, samen met de Bulgaarse Svetlana Kriventsjeva. Zij bereikte geen WTA-finales, maar wel viermaal een halve finale: Tasjkent 2000 met Giulia Casoni, Tasjkent 2001 met Galina Fokina, Doha 2002 met María Vento-Kabchi en Stockholm 2004 met Martina Müller.
Haar hoogste notering op de WTA-ranglijst is de 78e plaats, die zij bereikte in april 2002.

### Tennis in teamverband
In de periode 1998–2003 maakte Astrowskaja deel uit van het Wit-Russische Fed Cup-team – zij behaalde daar een winst/verlies-balans van 13–9.

## Palmares

### WTA-finaleplaatsen
geen

### Gewonnen ITF-toernooien enkelspel
| nr. | finale     | toernooi | dotatie | ondergrond    | tegenstandster in finale | score         |
| --- | ---------- | -------- | ------- | ------------- | ------------------------ | ------------- |
| 1.  | 1996-11-03 | Minsk    | $10.000 | hardcourt (i) | Ljoedmila Skavronskaja   | 6-2, 6-4      |
| 2.  | 1997-11-02 | Minsk    | $10.000 | hardcourt (i) | Olga Glouschenko         | 4-6, 6-4, 6-2 |
| 3.  | 1998-07-19 | Charkov  | $10.000 | gravel        | Jelena Voropaeva         | 7-5, 6-0      |
| 4.  | 1998-11-01 | Minsk    | $10.000 | tapijt (i)    | Marina Stets             | 6-1, 6-1      |
| 5.  | 1999-02-07 | Istanbul | $10.000 | hardcourt (i) | Tetjana Perebyjnis       | 6-2, 6-2      |
| 6.  | 1999-10-31 | Minsk    | $10.000 | tapijt (i)    | Jekaterina Kozjochina    | 7-5, 6-1      |
| 7.  | 1999-11-14 | Rungsted | $25.000 | tapijt (i)    | Anna Żarska              | 6-4, 2-6, 6-3 |
| 8.  | 2000-02-27 | Bushey   | $25.000 | tapijt (i)    | Sophie Erre              | 3-6, 6-3, 7-6 |
| 9.  | 2000-03-12 | Ortisei  | $25.000 | hardcourt (i) | Tatjana Poetsjek         | 4-6, 6-1, 7-6 |
| 10. | 2002-09-29 | Batoemi  | $75.000 | hardcourt     | Aljona Bondarenko        | 1-6, 6-2, 6-4 |

### Gewonnen ITF-toernooien dubbelspel
| nr. | finale     | toernooi       | dotatie | ondergrond    | partner                 | tegenstandsters in finale                  | score         |
| --- | ---------- | -------------- | ------- | ------------- | ----------------------- | ------------------------------------------ | ------------- |
| 1.  | 1996-11-03 | Minsk          | $10.000 | hardcourt (i) | Vera Zhukovets          | Natalia Nareiko Dasha Ovsiannikova         | 6-3, 7-6      |
| 2.  | 1997-08-31 | Kiev           | $10.000 | gravel        | Vera Zhukovets          | Irina Kornienko Elena Krutko               | 6-1, 6-3      |
| 3.  | 1997-10-26 | Jūrmala        | $10.000 | tapijt (i)    | Vera Zhukovets          | Natalia Bondarenko Marina Stets            | 3-6, 6-3, 6-4 |
| 4.  | 1998-07-19 | Charkov        | $10.000 | gravel        | Tetjana Kovaltsjoek     | Natalia Bondarenko Natalia Nemchinova      | 6-1, 3-6, 6-1 |
| 5.  | 1999-05-09 | Beër Sjeva     | $25.000 | hardcourt     | Tatjana Poetsjek        | Nataly Cahana Tzipora Obziler              | 6-1, 6-4      |
| 6.  | 1999-08-08 | Charkov        | $25.000 | gravel        | Tetjana Perebyjnis      | Jekaterina Sysojeva Zuzana Váleková        | 5-7, 6-3, 6-3 |
| 7.  | 1999-08-15 | Istanbul       | $10.000 | hardcourt     | Jekaterina Panjoesjkina | Liudmila Nikoyan Jekaterina Sysojeva       | 6-0, 6-2      |
| 8.  | 2000-02-13 | Ljubljana      | $25.000 | tapijt (i)    | Adrienn Hegedűs         | Olga Blahotová Hana Šromová                | 7-5, 6-3      |
| 9.  | 2000-02-27 | Bushey         | $25.000 | tapijt (i)    | Annabel Ellwood         | Julie Pullin Lorna Woodroffe               | 6-1, 6-1      |
| 10. | 2000-08-06 | Ettenheim      | $50.000 | gravel        | Hanna Zaporozjanova     | Mariana Díaz Oliva María Emilia Salerni    | 6-4, 6-2      |
| 11. | 2001-07-22 | Modena         | $50.000 | gravel        | Galina Fokina           | Eugenia Chialvo Conchita Martínez Granados | 6-3, 6-2      |
| 12. | 2003-02-16 | Southampton    | $25.000 | hardcourt (i) | Volha Barabansjtsjikava | Giulia Casoni Roberta Vinci                | 6-3, 6-4      |
| 13. | 2003-02-23 | Redbridge      | $25.000 | hardcourt (i) | Volha Barabansjtsjikava | Katarina Mišić Dragana Zarić               | 6-4, 1-6, 7-5 |
| 14. | 2004-05-16 | Stockholm      | $25.000 | gravel        | Dragana Zarić           | Sofia Arvidsson Hanna Nooni                | 7-6, 6-3      |
| 15. | 2005-07-03 | Båstad         | $25.000 | gravel        | Olena Antypina          | Erica Krauth Hanna Nooni                   | 7-5, 3-6, 6-3 |
| 16. | 2005-07-10 | Toruń          | $25.000 | gravel        | Yevgenia Savranska      | Zuzana Hejdová Joanna Sakowicz-Kostecka    | 6-1, 7-5      |
| 17. | 2005-07-24 | Les Contamines | $25.000 | hardcourt     | Yevgenia Savranska      | Nina Brattsjikova Jekaterina Kosminskaja   | 6-1, 2-6, 6-4 |
| 18. | 2005-10-02 | Batoemi        | $50.000 | hardcourt     | Anastasija Jakimava     | Anna Bastrikova Nina Brattsjikova          | 2-6, 6-2, 7-6 |
| 19. | 2005-11-27 | Opole          | $25.000 | tapijt (i)    | Timea Bacsinszky        | Lucie Hradecká Gabriela Navrátilová        | 6-4, 7-6      |

## Resultaten grandslamtoernooien
| Legenda | Legenda                          |
| ------- | -------------------------------- |
| g.t.    | geen toernooi gehouden           |
| l.c.    | lagere categorie                 |
| –       | niet deelgenomen                 |
| G       | uitgeschakeld in de groepsfase   |
| 1R      | uitgeschakeld in de eerste ronde |
| 2R      | uitgeschakeld in de tweede ronde |
| 3R      | uitgeschakeld in de derde ronde  |
| 4R      | uitgeschakeld in de vierde ronde |
| KF      | uitgeschakeld in de kwartfinale  |
| HF      | uitgeschakeld in de halve finale |
| F       | de finale verloren               |
| W       | het toernooi gewonnen            |
| w-v     | winst/verlies-balans             |

### Enkelspel
| toernooi        | 2000 | 2001 |
| --------------- | ---- | ---- |
| Australian Open | –    | 1R   |
| Roland Garros   | –    | –    |
| Wimbledon       | 1R   | –    |
| US Open         | –    | –    |

### Vrouwendubbelspel
| toernooi        | 2000 | 2001 | 2002 |
| --------------- | ---- | ---- | ---- |
| Australian Open | 1R   | 1R   | 2R   |
| Roland Garros   | –    | –    | 1R   |
| Wimbledon       | –    | –    | 1R   |
| US Open         | 1R   | –    | –    |